# Uccidete Alex Cross
Uccidete Alex Cross (Kill Alex Cross) è un romanzo poliziesco dello scrittore statunitense James Patterson e fa parte di una serie di romanzi sul detective Alex Cross.

## Trama
Il figlio e la figlia del presidente vengono rapiti e Alex Cross è il primo sulla scena. Nel frattempo, un contagio mortale ha contaminato l'approvvigionamento idrico, paralizzando metà della capitale, e Cross scopre che qualcuno potrebbe essere in procinto di scatenare l'attacco più devastante che gli Stati Uniti abbiano mai sperimentato. Mentre la sua finestra per la risoluzione di entrambi i crimini si restringe, Alex prende una decisione disperata che va contro tutto ciò in cui crede, una che può alterare il destino dell'intero paese.

## Edizioni
- James Patterson, Uccidete Alex Cross, Longanesi, 2015